# Decide
Decide è il secondo album in studio dell'attore e cantautore statunitense Joe Keery con lo pseudonimo di Djo, pubblicato il 16 settembre 2022 indipendentemente.
Supportato dai cinque singoli: Change, Gloom, Figure You Out, Half Life, e End of Beginning.

## Stile musicale
La musica del primo album è influenzata dallo stile del synth pop.

## Tracce
1. Runner – 4:18
2. Gloom – 2:00
3. Half Life – 3:47
4. Fool – 1:54
5. On and On – 4:03
6. End of Beginning – 2:39
7. I Want Your Video – 2:08
8. Climax – 3:55
9. Change – 2:57
10. Is That All It Takes – 0:20
11. Go for It – 3:01
12. Figure You Out – 3:04
13. Slither – 1:50